# متلازمة جرادينيجو
متلازمة جرادينيجو (بالإنجليزية: Gradenigo’s syndrome)‏، هي أحد مضاعفات التهاب الأذن الوسطى والتهاب النتوء الحلمي الذي يشمل قمة الجزء الصخري للعظم الصدغي. وتم وصفه لأول مرة بواسطة جوزيبي جرادينيجو في عام 1904.

## الأعراض
تشمل أعراض المتلازمة ما يلي:
- ألم خلف الحجاج بسبب الألم في المنطقة التي يعصبها العصب العيني من العصب ثلاثي التوائم (العصب القحفي الخامس)
- شلل العصب المبعد (العصب القحفي السادس)[4]
- التهاب الأذن الوسطى

يمكن أن تشمل الأعراض الأخرى رهاب الضوء، والدموع المفرطة، والحمى، وانخفاض استشعار القرنية. تتسبب المتلازمة بشكل كلاسيكي في انتشار العدوى في القمة الصخرية للعظم الصدغي.

## التشخيص
تم وصف مجموعة الأعراض لأول مرة كنتيجة لعدوى الأذن الشديدة والمتقدمة التي انتشرت إلى جزء مركزي من العظم الصدغي في الجمجمة. كان هذا النوع من المضاعفات شائعًا قبل تطوير المضادات الحيوية، وهو الآن من المضاعفات النادرة.
في الأشخاص الذين يعانون من التهاب الأذن المزمن والأعراض النموذجية المصاحبة له، قد يظهر التصوير الطبي مثل التصوير المقطعي أو التصوير بالرنين المغناطيسي في الرأس التغييرات التي تؤكد وصول المضاعفات إلى قمة العظم الصدغي.

## العلاج
تتم المعالجة الطبية بالمضادات الحيوية مثل سيفترياكسون بالإضافة إلى ميترونيدازول (الذي يغطي البكتيريا اللاهوائية). في الحالات الأكثر شدة قد تكون هناك حاجة إلى بزل (شفط السوائل) أو استئصال النتوء الحلمي. [بحاجة لمصدر]

## التسمية
سميت باسم الكونت جوزيبي جرادينيجو، طبيب الأنف والأذن والحنجرة الإيطالي، وموريس لانوا.